# Partito della Legge Naturale
Il Partito della Legge Naturale (PLN) era un partito transnazionale basato sugli insegnamenti di Maharishi Mahesh Yogi. Fu attivo in 74 stati, e in almeno dieci presentò propri candidati alle elezioni. Fondato nel 1992, fu per lo più smantellato nel 2004, ma continua ad esistere in India e in alcuni degli Stati Uniti d'America.
Il PLN considerava "legge naturale" il principio organizzatore che governa l'Universo come descritto dai Veda secondo l'interpretazione di Maharishi. Sosteneva l'utilizzo della meditazione trascendentale e del programma TM-Sidhi per ridurre o eliminare i problemi della società.
Il candidato forse più appariscente che abbia fatto propria la piattaforma del PLN fu John Hagelin, che corse per la presidenza degli USA nel 1992, 1996 e 2000. Nel Regno Unito il PLN ricevette attenzione per il sostegno di ex membri dei Beatles. Il partito conseguì dei successi elettorali solo in India, dove l'Ajeya Bharat Party elesse un rappresentante in un'assemblea statale, ed in Croazia, dove la sezione nazionale del PLN elesse un membro di un'assemblea regionale nel 1993.

## Origini
Il Partito della Legge Naturale (in inglese Natural Law Party, NLP) fu fondato nel 1992 a Fairfield, nello stato americano dell'Iowa, da un gruppo di educatori, uomini d'affari e avvocati, molti dei quali praticavano la tecnica della meditazione trascendentale. Sebbene i leader del Partito della Legge Naturale negassero un legame diretto col movimento della meditazione trascendentale, Bob Roth, un portavoce della dirigenza del partito a Fairfield, disse esplicitamente, «Non è un segreto che questo sia il partito della Meditazione Trascendentale».

## Piattaforma
Tra le altre cose, il Partito della Legge Naturale proponeva di:
- Introdurre la meditazione trascendentale quotidiana per gli studenti di tutte le scuole.
- Stabilire un gruppo di mille volatori yoga. Secondo il partito, un tale gruppo «dissolve lo stress collettivo, com'è indicato da riduzioni significative dei tassi di criminalità, disoccupazione, malattie e incidenti, e da miglioramenti di indicatori economici e della qualità della vita».
- Stabilire un gruppo di volatori yoga nelle forze armate, che fornirebbero una "difesa invincibile". Secondo il partito, l'effetto del volo yoga sarebbe di «Incrementare la coesione nel paese, sostituendo gli indicatori socioeconomici negativi con indicatori positivi, ed irradiando positività e armonia a tutte le altre nazioni».
- Abbassare le tasse, poiché i volatori yoga incrementerebbero la prosperità, permettendo al governo di raccogliere la stessa quantità di denaro con più basse aliquote fiscali.
- Mettere al bando l'ingegneria genetica e incoraggiare le coltivazioni biologiche.

## Sezioni nazionali
Il Partito della Legge Naturale è stato ufficialmente attivo in 74 paesi, con aderenti in Australia, Austria, Belgio, Canada, Finlandia, Francia, Germania, India, Irlanda, Israele, Italia, Paesi Bassi, Nuova Zelanda e Regno Unito.
Delegati da 60 paesi presenziarono ad un congresso internazionale dei partiti della Legge Naturale a Bonn, in Germania, nel 1998.

### Australia
In Australia il partito fu chiuso nel 2002. Nel 1993, Bevan Morris si candidò per un seggio in un collegio dell'area metropolitana di Adelaide per la Camera dei rappresentanti per conto del PLN.

### Canada
Il Partito della Legge Naturale fu attivo in diverse elezioni canadesi, sia federali che provinciali (soprattutto in Ontario e in Québec).

### Francia
Il Partito della Legge Naturale ha partecipato nel 1994 alle elezioni per il Parlamento Europeo, ottenendo circa lo 0,5% dei voti.

### Germania
Il Partito della Legge Naturale si presentò a diverse consultazioni elettorali (per il Parlamento Europeo, per i Landtag e il Bundestag) tra il 1994 e il 1999, con risultati compresi tra lo 0,1 e lo 0,3% dei voti.

### India
Il Partito della Legge Naturale in India è denominato Ajeya Bharat Party (AJBP) o Partito dell'Invincibile India. Promuove uno stile di vita spirituale secondo il vedismo. Fu fondato verso la fine del 1998 come ala politica del Maharishi Vedic Vishwa Prashasan (MVVP, Amministrazione Globale di Maharishi tramite la Legge Naturale), che presentò 34 candidati nell'elezione parlamentare del febbraio 1998 in Madhya Pradesh. Si disse che Maharishi fosse "vivamente interessato" alla costruzione di una base politica nella sua provincia d'origine. L'MVVP ottenne lo 0,28% dei voti nella sua prima elezione. Mukesh Nayak abbandonò il governo e il Partito del Congresso Indiano per assumere la guida dell'MVVP del Madhya Pradesh. Per le elezioni di novembre 1998, l'Ajeya Bharat presentò una lista di 100 candidati per l'assemblea; raccolse lo 0,5% dei voti con un seggio sui 320 dell'assemblea statale. L'anno successivo, l'unico eletto dell'AJBP cambiò partito, lasciando la sua lista di elezione senza rappresentanza.  Nel 2008, Nayak tornò in seno al Partito del Congresso. Nel 2009, il presidente dell'Ajeya Bharat party, Ambati Krishnamurthy, presentò un ricorso contro un altro partito che avrebbe utilizzato un contrassegno simile al proprio.

### Irlanda
Nella Repubblica d'Irlanda era attivo un Partito della Legge Naturale, con sede a Dublino. Il suo candidato di più alto profilo fu Paddy Seery di Offaly. Il partito fu successivamente sciolto.

### Israele
Il Partito della Legge Naturale d'Israele (in ebraico מפלגת חוק הטבע של ישראל‎?, Mifleget Hok HaTeva Shel Yisrael) era una piccola formazione politica, il cui leader era Amihai Rokah. Nelle elezioni parlamentari del 1999 il PLN ottenne solo 2.924 voti (0,09%), molto al di sotto della soglia elettorale dell'1,5% necessaria per entrare alla Knesset. Da allora non ha più partecipato ad elezioni.

### Italia
Il Partito della Legge Naturale è stato attivo in Italia negli anni novanta, prendendo parte a diverse elezioni sia politiche che amministrative.
Alle elezioni politiche del 1994 la lista del PLN, presente solo in alcune circoscrizioni, raccolse 24.897 voti (lo 0,06%) alla Camera e 86.588 (lo 0,26%) al Senato.
Alle successive 1996 si presentò solo in Trentino-Alto Adige ottenendo 8.298 voti nella quota proporzionale della Camera e 5.842 voti al Senato (poco più dell'1% su base regionale, lo 0,02% su base nazionale).

### Nuova Zelanda
Il Partito della Legge Naturale della Nuova Zelanda fu fondato nel 1995. Non ottenne mai alcun seggio in parlamento, e fu tolto dal registro dei partiti politici ufficiali nel febbraio 2001.

### Regno Unito
Il Partito della Legge Naturale fu fondato nel Regno Unito nel marzo 1992. Geoffrey Clements era il suo leader.
Alle eIezioni generali del 1992, corsero per il PLN 310 candidati, che raccolsero lo 0,19% dei voti. La formazione annunciò che aveva speso circa un milione di sterline nella campagna elettorale. In un numero significativo di collegi elettorali si candidarono cittadini di nazioni diverse dal Regno Unito, tra i quali il Canada, l'Australia, la Nuova Zelanda e l'India, poiché la legge elettorale britannica permette a qualsiasi cittadino di una nazione del Commonwealth di candidarsi per il parlamento. Tra di loro vi era il mago Doug Henning, canadese di nascita.
George Harrison si esibì in un concerto per la raccolta di fondi alla Royal Albert Hall di Londra per il PLN il 6 aprile 1992, il suo primo concerto da solista nel Regno Unito dal 1969. Una settimana prima delle elezioni, Maharishi Mahesh Yogi suggerì a Harrison che Paul McCartney, Ringo Starr e lui stesso avrebbero potuto candidarsi a Liverpool per il PLN, ma essi declinarono l'invito.
Nelle elezioni generali del 1997, corsero per il PLN 197 candidati, che raccolsero lo 0,10% dei voti.
Il PLN ebbe 16 candidati in 20 elezioni suppletive tra il 1992 ed il 1997, con in media lo 0,30% dei voti.
Il PLN ebbe 8 candidati nelle 16 elezioni suppletive tra il 1992 ed il 1997, con in media lo 0,10% dei voti.
Il PLN non si presentò alle elezioni generali del 2001 e nelle suppletive successive.
Il partito, assieme alla sua ala nordirlandese, si fece volontariamente cancellare dalla commissione elettorale alla fine del 2003.

### Stati Uniti
Il ramo statunitense del Partito della Legge Naturale presentò il fisico John Hagelin come candidato presidenziale nel 1992, 1996 e 2000. Fu presente sulle schede in 48 stati e nel 1996 ricevette lo 0,12% dei voti. Il partito presentò anche candidati per il Congresso e le istituzioni locali, tra cui lo stato della California (dove si candidò per la carica di governatore il noto psichiatra Harold Bloomfield). Cercò di fondersi col Partito della Riforma nel 2000. L'organizzazione del PLN negli Stati Uniti fu in gran parte smantellata nel 2004. Alcuni ex aderenti nei vari stati hanno continuato a presentarsi alle elezioni alleandosi con altri piccoli partiti.